# Temple d'Apollon (Égine)

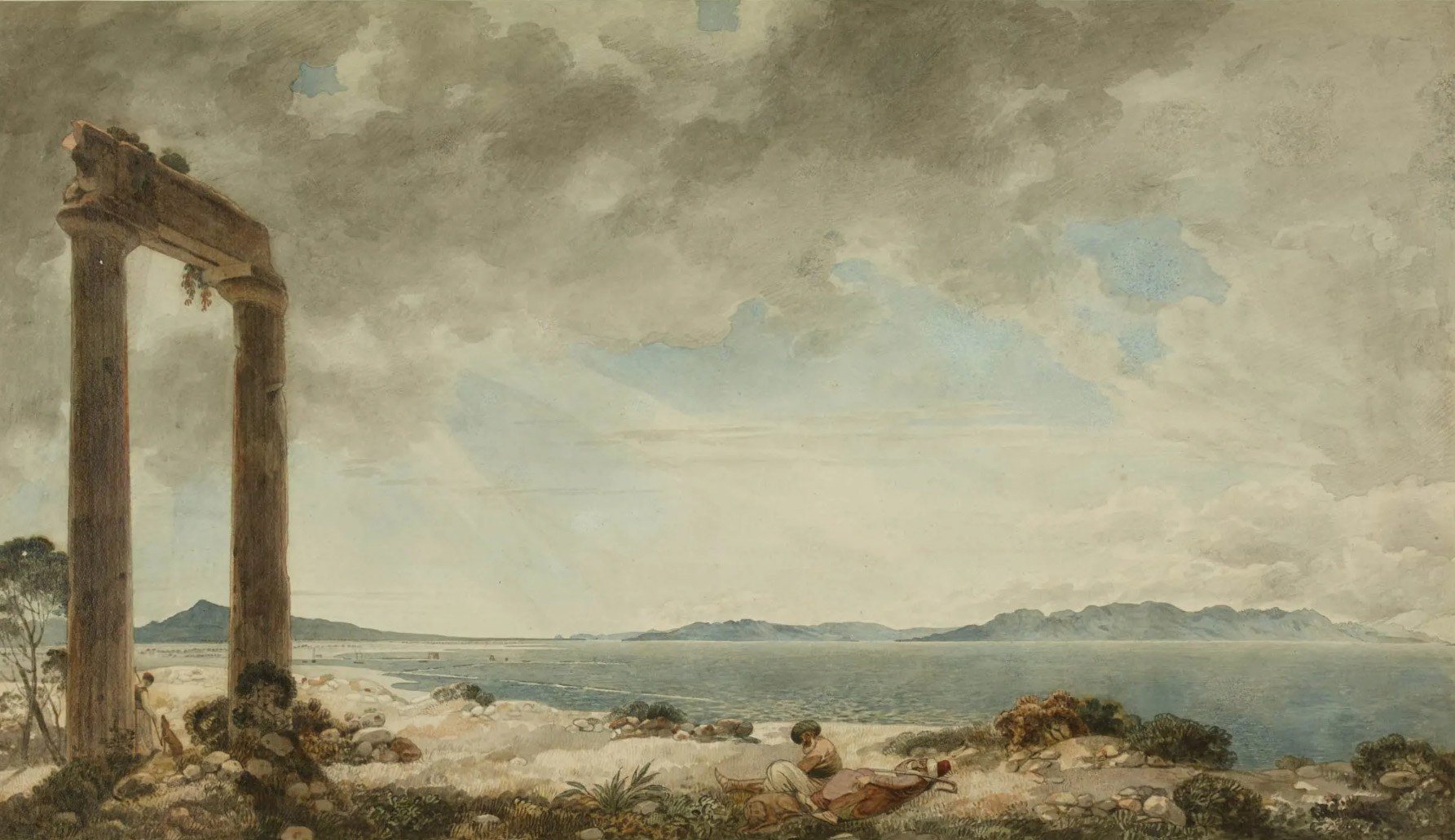
Le temple d'Apollon à Égine, vu par William Pars, vers 1764 - 1766, avec deux colonnes et une pièce d'architrave encore en place. British Museum.

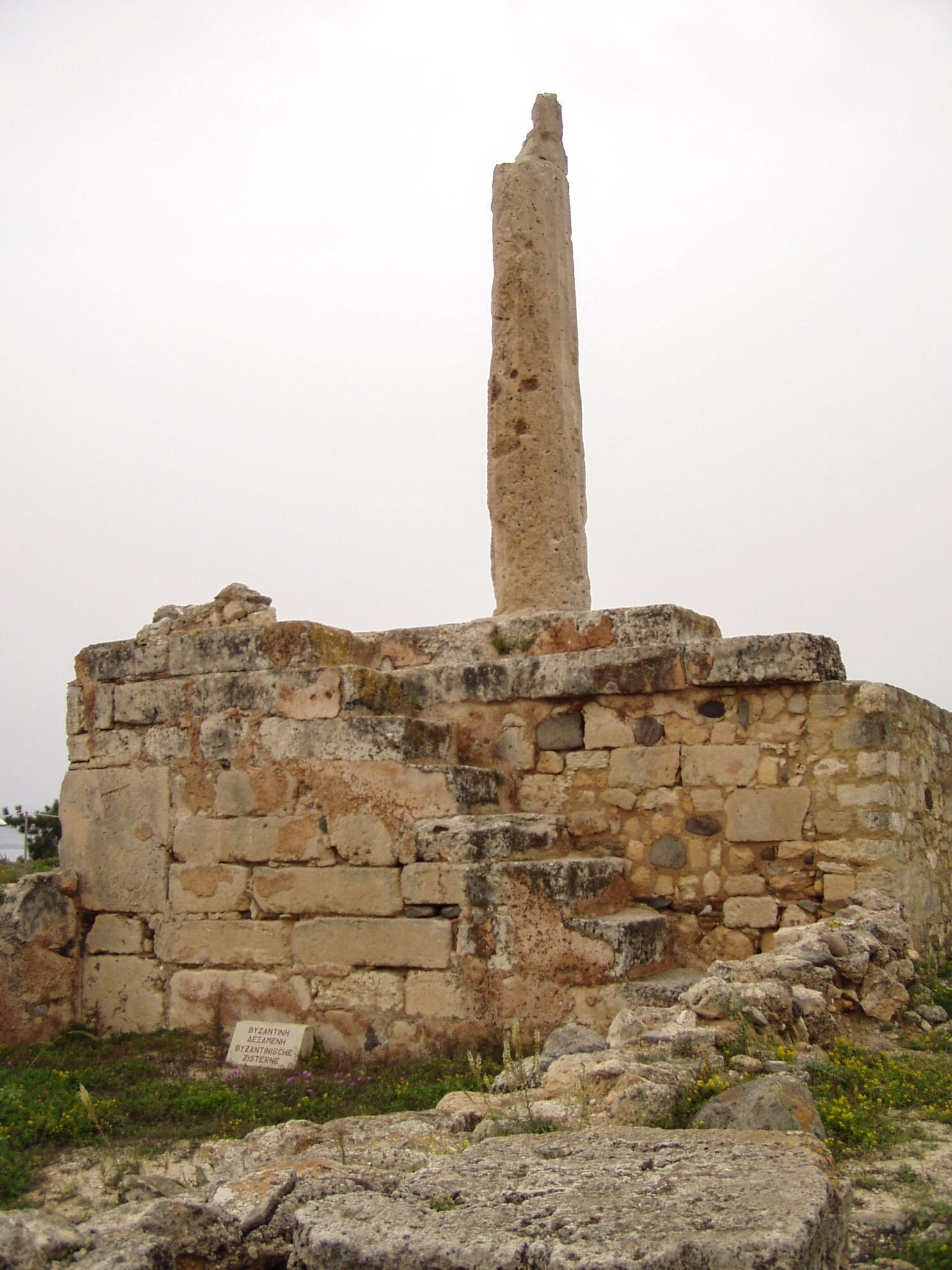
La colonne subsistante, qui a donné son nom à tout le site.

Le temple d'Apollon d'Égine est situé près du port de la capitale de l'île grecque d'Égine. À l'état de ruine, le temple est réduit à son soubassement et porte une seule colonne dorique incomplète qui a donné son nom au cap Kolóna (es) et au quartier alentour,.

## Historique

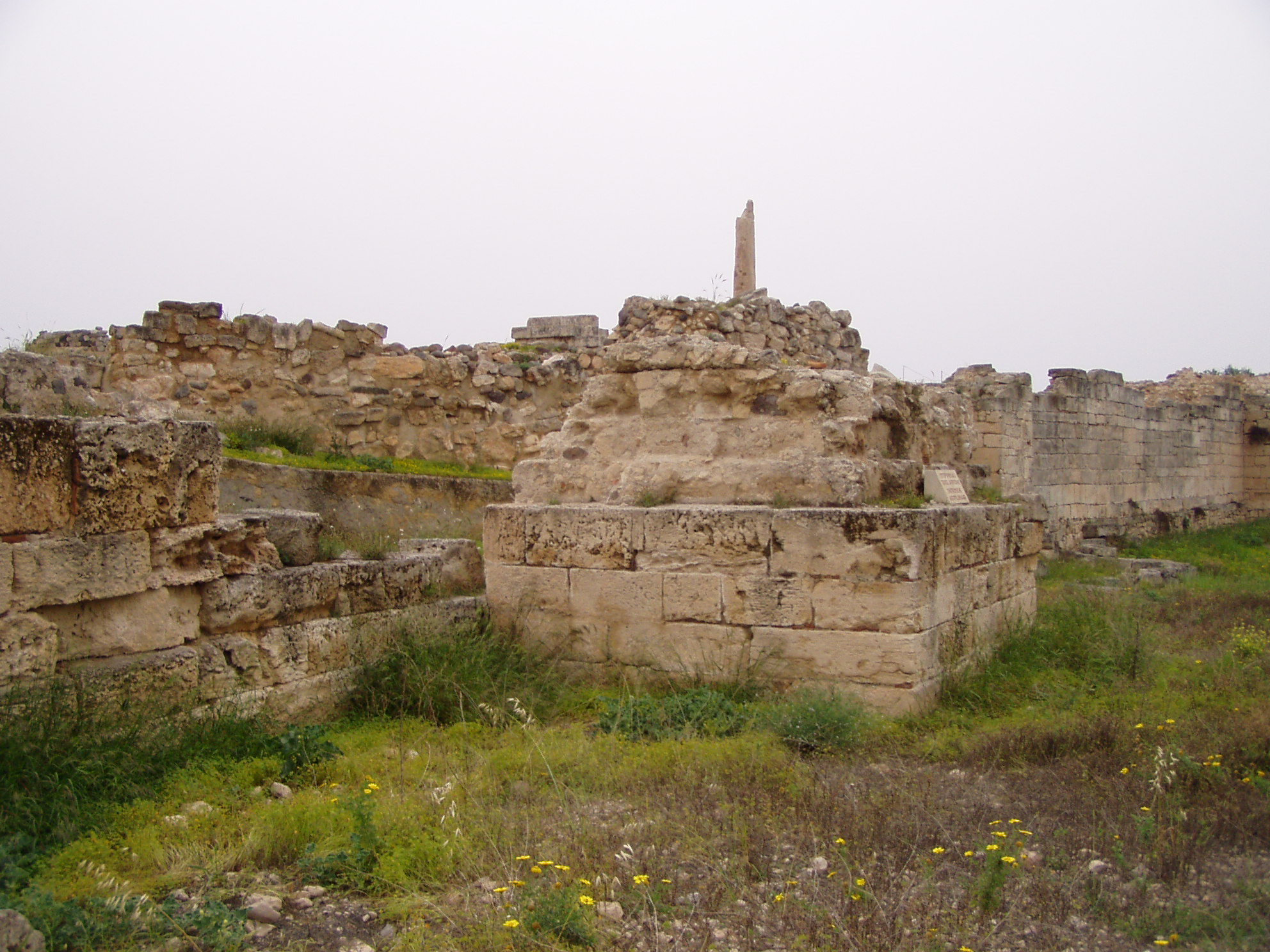
Vestiges du temple d'Apollon, vus du nord.

Les vestiges du temple visibles aujourd'hui appartiennent presque exclusivement à un édifice dorique périptère, construit entre 520 et 510 av. J.-C., possible successeur d'un temple plus ancien du début du VIe siècle av. J.-C. Le temple d'Apollon était le centre du culte d'Apollon sur l'île d'Égine et la première structure aperçue par tous ceux qui abordaient dans le port commercial d'Égine. D'après la reconstitution réalisée par Wolfgang Wurster (en), son toit était soutenu par 6 × 11 (éventuellement 6 × 12) colonnes. La seule colonne subsistante appartenait à l'opisthodome (salle située à l'arrière du temple),. Les fondations, mesurant environ 18 × 34 m, sont légèrement plus larges que celles du temple plus connu d'Aphaïa, à l'est de l'île. Les quelques traces de peinture qui subsistent indiquent une conception colorée du temple, dont les détails, cependant, ne peuvent être reconstitués.
Le temple est attesté très tôt dans la littérature ancienne (par exemple par Hérodote). L'écrivain voyageur Pausanias le mentionne en premier dans sa description de l'île. Il est suivi par d'autres écrivains voyageurs qui, par ignorance, attribuent le temple à d'autres dieux (dont Aphrodite, Artémis, Hécate, Athéna). La date de la destruction du temple est inconnue. Le nom du lieu sur une carte de l'époque vénitienne indique que le temple était déjà détruit, le nom de cap de Conon étant probablement à comprendre comme cap de la Colonne. Durant la période byzantine, avant le Xe siècle, une citerne est aménagée dans le naos du temple.
La première source moderne de l'état du temple est le récit de voyage de Richard Chandler, qui visita Égine entre 1764 et 1766. Il rapporte qu'il ne reste du temple que deux colonnes doriques surmontées d'un élément d'architrave. Jacob Spon et George Wheler firent des observations similaires en 1675. En août 1765, la Société des Dilettanti se rendit à Égine et William Pars produisit une aquarelle montrant les ruines, maintenant exposée au British Museum.

Vestiges des deux temples d'Apollon, au Musée archéologique d'Égine.
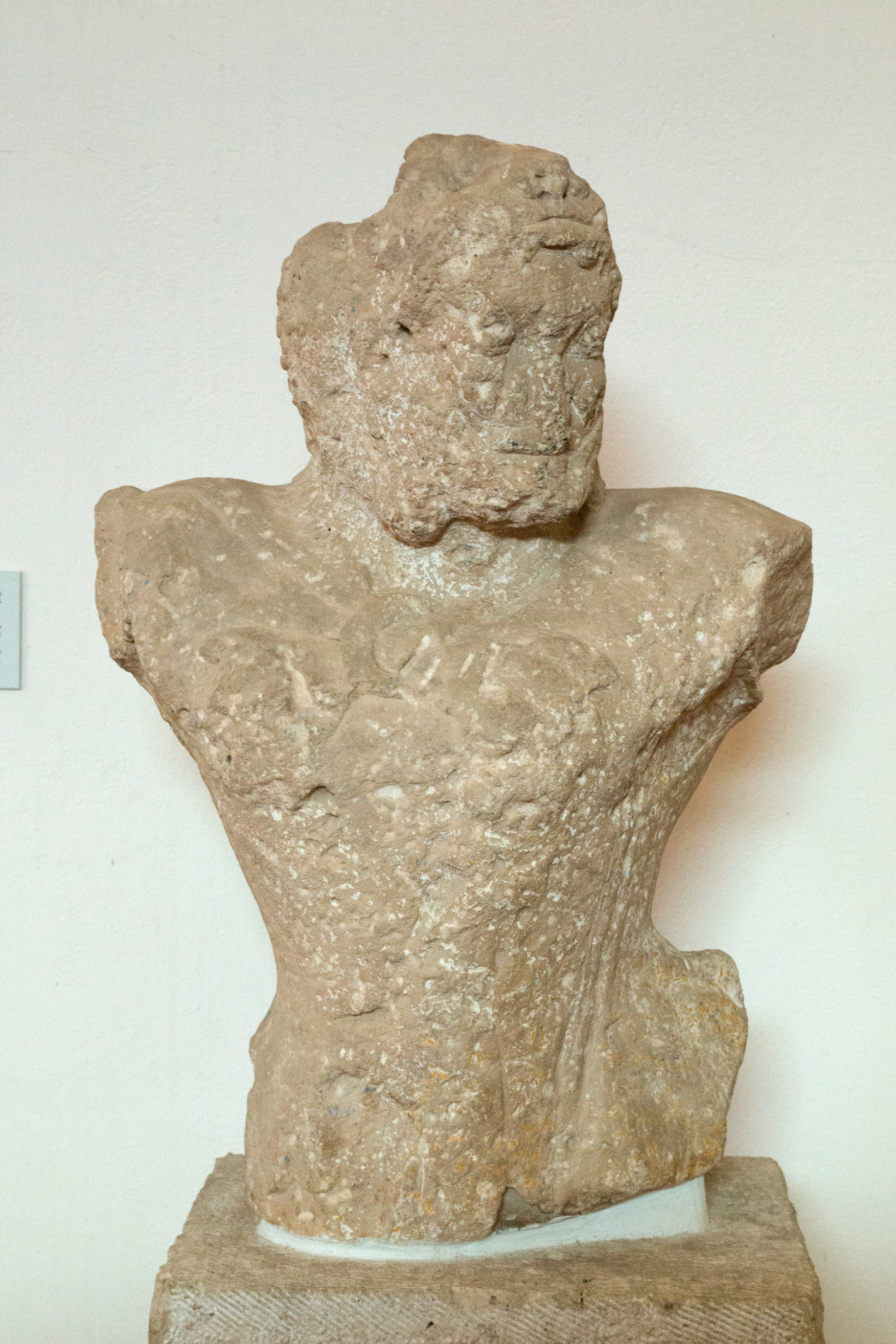
Torse d'une statue d'Héraclès, de l'ancien temple d'Apollon, 570–560 av. J.-C.
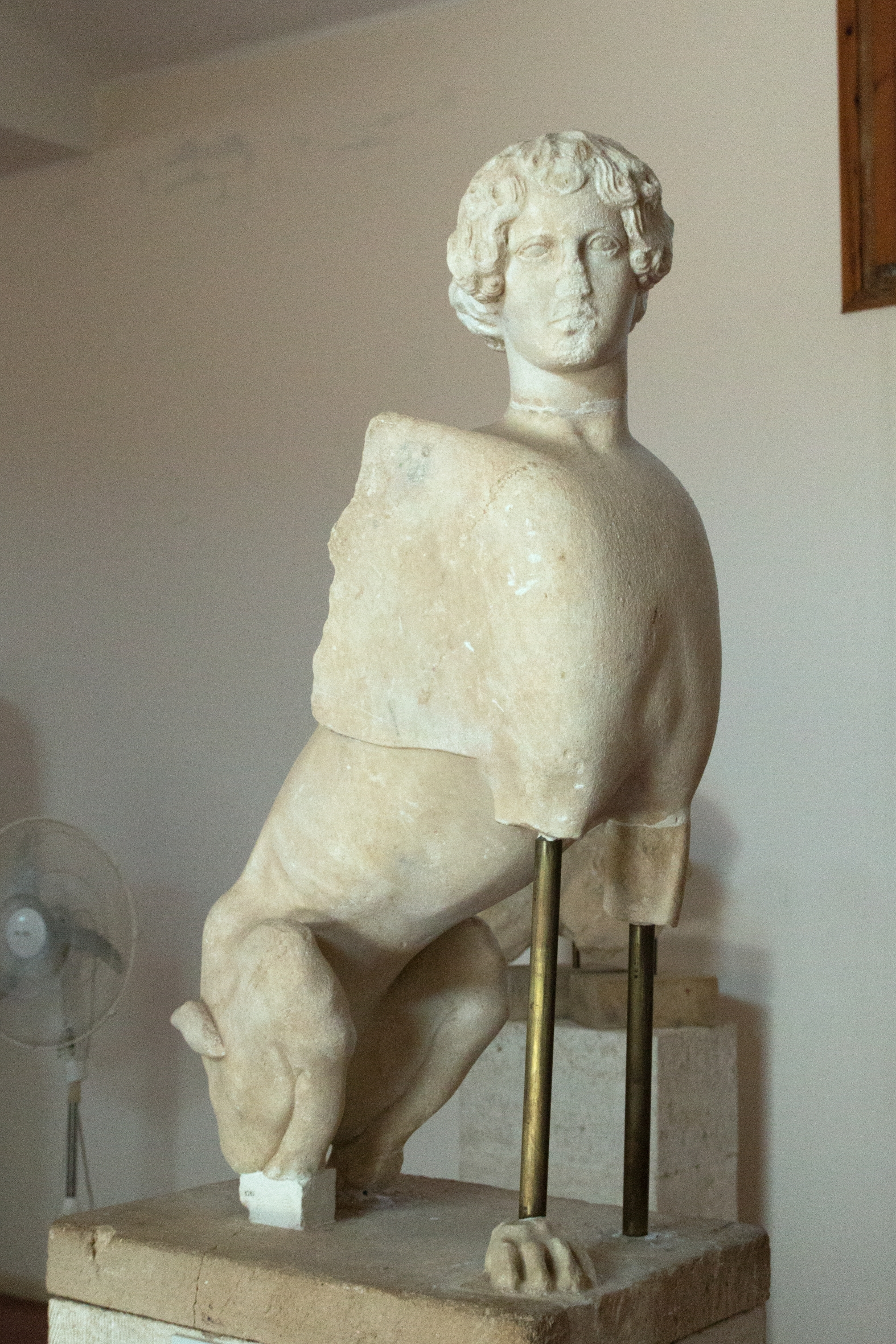
Sphinx du premier classicisme, du temple d'Apollon, vers 460 av. J.-C.

## Exploration

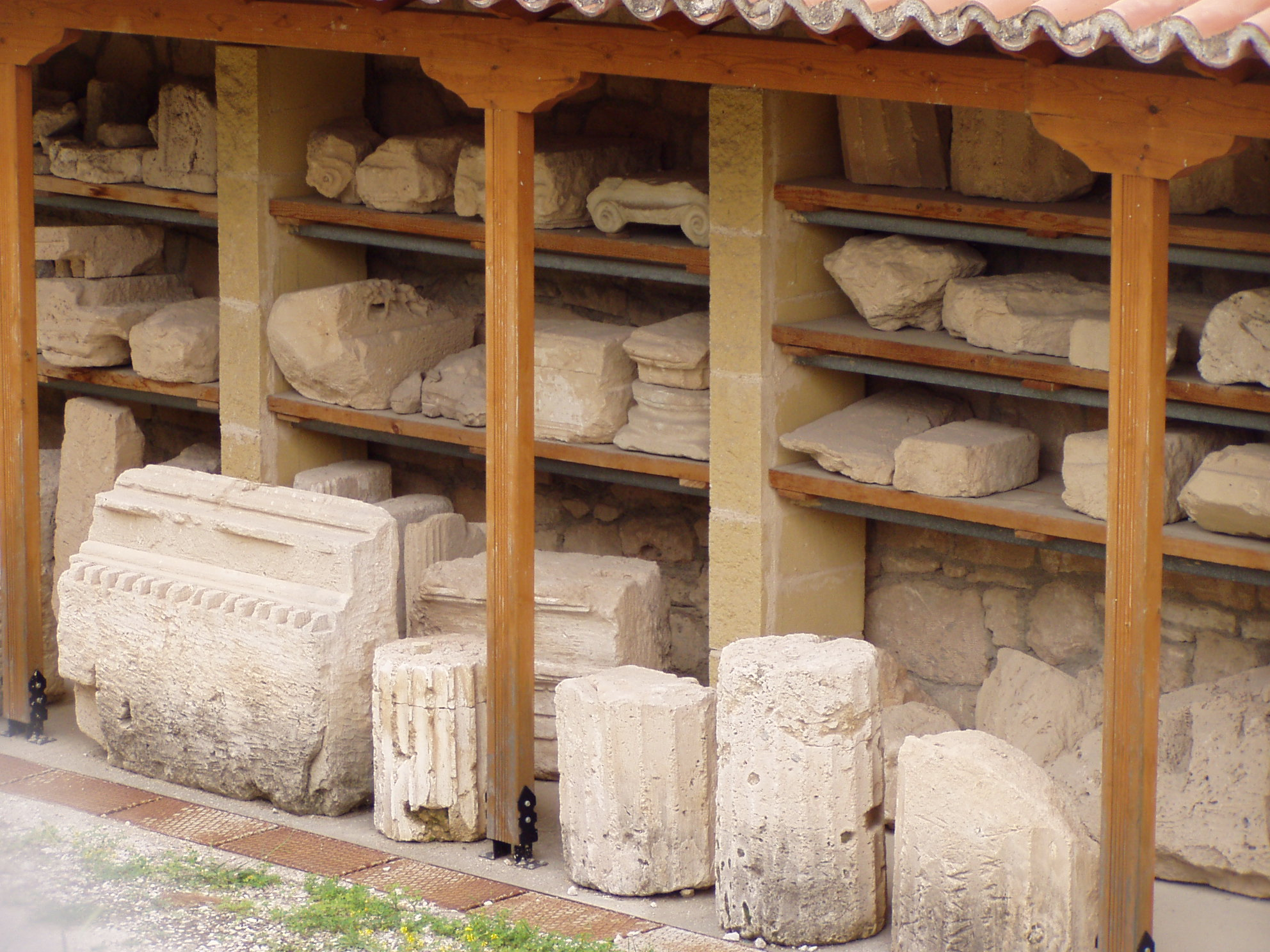
Trouvailles du quartier de Kolóna, devant le musée.

Le premier antiquaire à étudier les vestiges fut l'archéologue britannique William Gell. Il visita l'île de 1800 à 1803 et mentionna les ruines du temple dans son récit de voyage de 1819. Un dessin à la plume de son carnet de croquis montre que l'architrave et le chapiteau de la colonne sud étaient déjà tombés à ce moment-là. Edward Dodwell a également décrit les ruines après sa visite en 1805. William Martin Leake, qui a visité l'île en 1804 et 1806, n'a pas été en mesure de fournir de nouvelles informations. Les architectes Charles Robert Cockerell et Karl Haller von Hallerstein ont entrepris la première enquête approfondie en 1811. Après un deuxième voyage (1812), Cockerell avait recueilli de nombreuses données et fait des croquis qui étaient d'une importance primordiale pour la reconstitution ultérieure. À cette époque, on supposait encore que le temple était dédié à Aphrodite, suivant la tradition de Pausanias, dont l'itinéraire était encore incorrectement reconstitué.
Les vestiges du temple furent gravement endommagés dans les années qui suivirent : Otto Magnus von Stackelberg est le dernier à décrire les deux colonnes lors de son périple (1810-1815). À une date antérieure à décembre 1817, toute la colonne nord s'est effondrée, probablement à la suite d'un tremblement de terre. Au cours de l'hiver 1828-1829, le médecin américain Samuel Gridley Howe a causé les destructions les plus graves aux vestiges : pour fournir du travail et de la nourriture aux réfugiés de la guerre d'indépendance, Howe leur a demandé de démanteler ce qui restait du temple et de l'utiliser pour construire une nouvelle jetée dans le port, pour un salaire journalier d'une miche de pain par personne. Il a commencé avec 300 ouvriers et a fini par en employer 700. À la fin, il ne resta que les fondations profondes et le dernier morceau de colonne encore debout. Au cours de cette destruction, rapportée par le chevalier de Scharnhorst en 1829, l'inquiétude grandit pour les bâtiments de l'île. Une expédition française inspecta systématiquement les monuments d'Égine en 1829 et décrivit également les vestiges du temple d'Apollon. D'autres descriptions proviennent de Ludwig Ross (août 1832), Leo von Klenze (été 1834), Edmond About (1852), Adolf Furtwängler et Georg Loeschcke (1878).
Les fouilles systématiques du temple n'ont eu lieu qu'en 1894 par Valérios Stáis. À partir de 1904, elles ont été poursuivies par Adolf Furtwängler au nom de l'Académie bavaroise des sciences et interrompues après sa mort en 1907. Ce n'est qu'en 1924 que Paul Wolters et Franz Gabriel Welter ont repris les fouilles. Welter s'est installé à Égine et a mené des recherches (publiées en 1938) dans lesquelles il a également démontré la dédicace du temple à Apollon, dieu tutélaire de la ville. Après la Seconde Guerre mondiale, la recherche est restée longtemps en sommeil avant que l'Académie bavaroise des sciences ne nomme Hans Walter (de) président de la Commission d'Égine en 1966. Son équipe a mené de vastes fouilles dans la zone des ruines, ce qui a permis de reconstituer en grande partie la forme originale. Les résultats de ces fouilles, confirmant l'attribution au dieu Apollon, ont été publiés en 1974 par Wolfgang Wurster,.
À partir de 1993, les archéologues autrichiens Florens Felten (de) et Stefan Hiller (de) de l'Institut archéologique autrichien ont mené des fouilles à Kolóna, puis Wolfgang Wohlmayr (de) de l'Université de Salzbourg de 2014 jusqu'à sa mort en 2018, son successeur étant Alexander Sokolicek (de) depuis 2019.
En 2024, les vestiges d'un atelier de teinture de pourpre remontant à l'âge du bronze ont été fouillés sur le site à proximité du temple.,